# Jenluise Bank
Die Jenluise Bank (englisch) ist eine submarine Bank in der Mawsonsee vor der Knox-Küste des ostantarktischen Wilkeslands. Sie liegt auf der geographischen Länge der Vincennes Bay.
Die Benennung erfolgte 1988. Der weitere Benennungshintergrund ist nicht überliefert.